# Jessie Rindom
Jessie Helga Rindom (Lauring), född 4 oktober 1903 i Rostock, död 8 januari 1981 i Köpenhamn, var en dansk skådespelare. Rindom medverkade i 30 filmer mellan 1925 och 1980 och har också medverkat i TV-serierna En by i provinsen och Matador, samt julkalendern Jul og grønne skove från 1980. Jessie Rindom var dotter till de danska skådespelarna Ellen Diedrich och Svend Rindom. Hon var i många år gift med skådespelarkollegan Gunnar Lauring och är därför också känd under namnet Jessie Lauring.

## Filmografi i urval
- 1925 – Greve Gustavssons galenskaper
- 1947 – Soldaten och Jenny
- 1956 – Kärlek i det blå
- 1957 – Ingen tid til kærtegn
- 1958 – Världens rikaste flicka
- 1959 – Vi är tokiga allihop
- 1960 – Eventyrrejsen
- 1962 – Den rige enke
- 1962 – Sømænd og svigermødre
- 1963 – Förälskad i April
- 1965 – Pigen og millionæren
- 1967 – Onkel Joakims hemmelighed
- 1976 – Firmalunchen
- 1980 – Nästa uppehåll - Paradiset
- 1980 – Matador (TV-serie)
- 1980 - Jul og grønne skove (dansk julkalender)